# クリームはんだ印刷機
クリームはんだ印刷機（クリームはんだいんさつき）とはプリント基板のパッド上にクリームはんだ（ソルダーペースト）を塗布するための装置である。世界的にはソルダーペースト・プリンター(英: solder paste printer)と呼ばれる。

## 概要
表面実装工程ではチップマウンターでプリント基板に電子部品を搭載するが、その前に部品の搭載場所にペースト状のはんだ（はんだの粉末にフラックスを加えて、適当な粘度にしたもの）の塗布を行う装置がクリームはんだ印刷機（ソルダーペースト・プリンター）である。
なお「クリームはんだ」と形容するのは日本国内でしか通用しない言い方（しかも古い言い方）で、世界的には一般に「ソルダーペースト」という。近年は日本でもソルダーペーストという。
通常はメタルマスクと呼ばれる、薄さが約100～300μm程度の金属板にプリント基板のパッドに合わせて穴を開けたマスクを用い、印刷機のスキージを使って印刷を行う。
なお、少量生産の基板では人間の手でスキージ（スクイージー）を動かす手動の装置を使用してはんだ印刷を行うこともある。

## 主なスキージの種類
ウレタンスキージ
スキージの材料にウレタンゴムを使用したもので、メタルマスクの寿命を長くすることができるが、マスク大開口部でのはんだ転写量が低下してしまう欠点がある。
メタルスキージ
スキージの材料に金属を使用したもので、マスク大開口部でのはんだ転写量に優れているが、メタルマスクの寿命を短くしてしまう欠点がある。
プラスチックスキージ
スキージの材料にプラスチックを使用したもので、メタルスキージと同等のはんだ転写量を確保し、かつメタルマスクの寿命を長くすることができる。